# Astrantia pauciflora
Astrantia pauciflora là một loài thực vật có hoa trong họ Hoa tán. Loài này được Bertol. mô tả khoa học đầu tiên năm 1813.